# Isabel de Hesse, Condessa Palatina de Zweibrücken

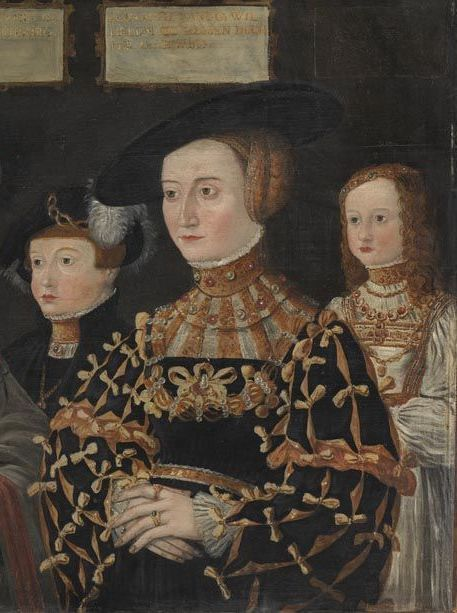
Isabel de Hesse com sua família.

Isabel de Hesse (4 de Março de 1503 – 4 de janeiro de 1563, Lauingen) foi uma Landegravina de Hesse por nascimento e, pelo casamento, Condessa Palatina de Zweibrücken e, mais tarde, Condessa Palatina de Simmern.

## Vida
Isabel era a caçula das cinco filhas do Landegrave Guilherme I de Hesse (1466-1515), de seu casamento com Ana de Brunsvique-Volfembutel (1460-1520), filha do Duque Guilherme de Brunsvique-Volfembutel. Isabel foi educada como protestante. Em 1518, ela foi seqüestrada pelo landegrave Felipe I de Hesse, que tinha acabado de atingir idade, para evitar um casamento que sua mãe Ana tinha planejado, mas Isabel se opôs.
Ela se casou, em 10 de setembro de 1525, em Kassel, com o Conde Palatino e Duque Luís II de Zweibrücken (1502-1532). Este casamento de uma princesa inclinada à Reforma Protestante com um parente próximo de Filipe I, o maior promotor da Reforma, deu um considerável impulso para a Reforma no Ducado de Zweibrücken. O casamento estava previsto para a primavera de 1525, mas a Guerra Dos Camponeses interferiu. Isabel foi considerada uma pessoa extremamente virtuosa, amável e benevolente. Ela usou sua considerável herança para compensar as vítimas da revolta camponesa no Ducado. Depois da morte precoce de seu marido, o Sacro-Imperador Fernando I nomeou Isabel e Roberto, Conde Palatino de Veldenz, como co-regentes de seu jovem filho.
Em 9 de janeiro de 1541, Isabel se casou com seu segundo marido, o Conde Palatino Jorge de Simmern-Sponheim (1518-1569). Ela fez uma contribuição significativa quando ela e Jorge, finalmente, conseguiram impor a Reforma em Simmern.

## Descendência
De seu primeiro casamento com Luís II, de Zweibrücken, ela teve dois filhos:
- Wolfgang (1526-1569), Conde do Palatinado-Zweibrücken. Casou-se, em 1545, com Ana de Hesse (1529-1591).
- Cristina (1528-1534).

De seu segundo casamento, com Jorge de Simmern-Sponheim, ela teve um filho:
- João (1541-1562).